# José Ríos (escritor)
José Ríos y Tortajada (Ademuz, 1700- Cullera, 1777) fue un sacerdote español, coleccionista de antigüedades y escritor.

## Vida
José Ríos y Tortajada estudió en el seminario de Segorbe, doctorándose en Teología, y posteriormente fue cura beneficiado de la iglesia arciprestal de San Pedro y San Pablo de su localidad natal, Ademuz. Se hizo cargo de la rectoría de Liria, para luego acceder a la de Cullera. Fue calificador del Santo Oficio de la Inquisición en Valencia.

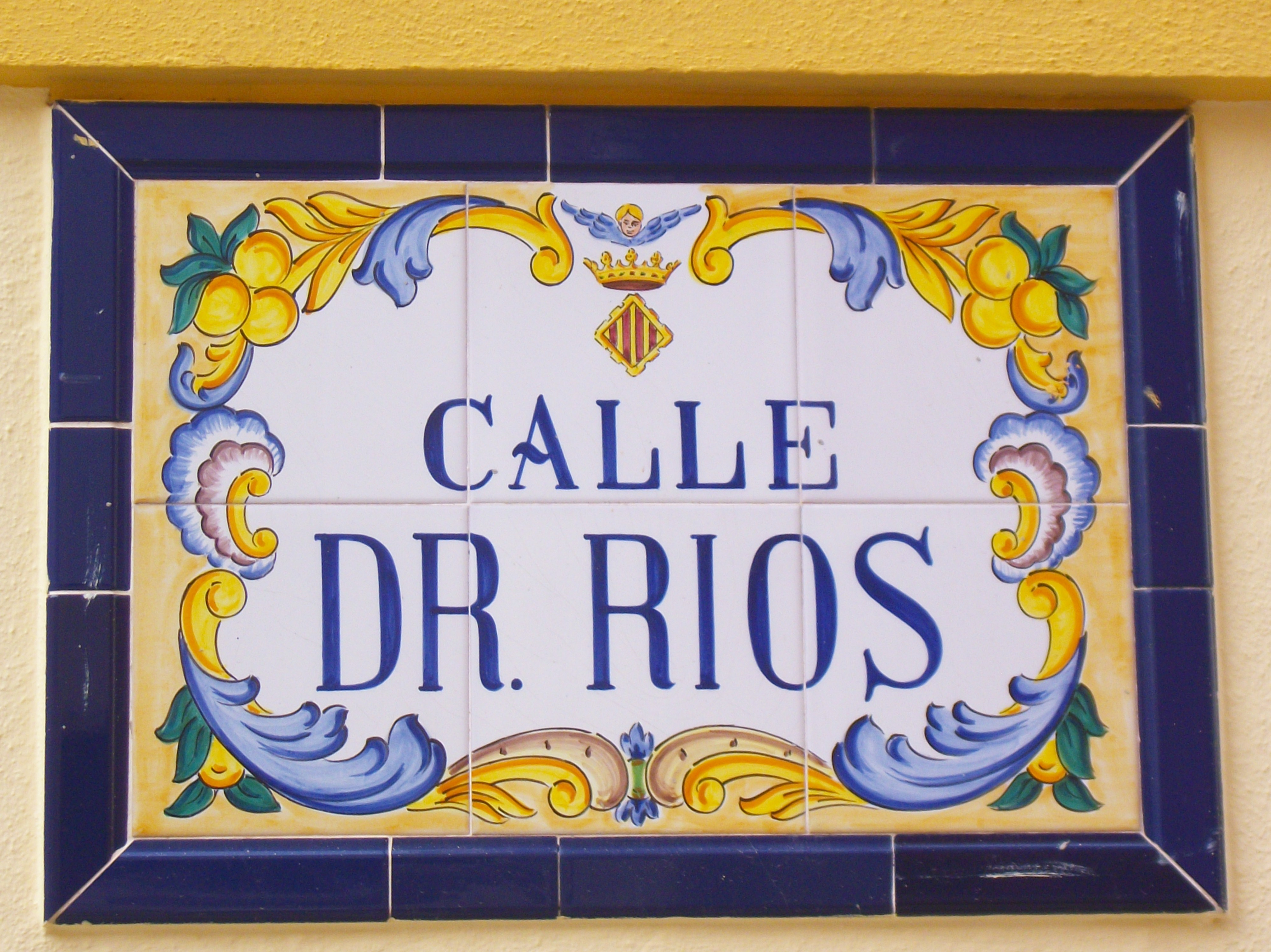
Calle Dr Rios, Cullera, Valencia

## Obra escrita
El doctor Ríos fue aficionado a las letras y al coleccionismo de antigüedades, sobre todo a la numismática e hizo estudios sobre antigüedades romanas encontradas en Liria. Publicó varios sermones, así como alguna poesía, tanto en castellano como en valenciano.
Entre sus obras publicadas, destacan:
- Sermon del glorioso Patriarca S. Ignacio de Loyola, Fundador de la Compañía de Jesús Valencia: Joseph Estevan Dolz, 1741
- El Árbol Grande de Gandía S. Francisco de Borja. Oración que en la Colegial, y en fiesta de dicha Ciudad dicho en el 10 de octubre de 1748 Valencia: Joseph Estevan Dolz, 1748
- Platica que dixo ... Josef Ríos ... en el 13 de marzo de 1766 a la Revda. Congregación de Sacerdotes ... en la casa professa de la Compañía de Jesús de ... Valencia Valencia: Joseph Estevan Dolz, 1766
- A los Edetanos, o a los Hijos de Liria. Se dedicó el Templo, que acuerda esta Lápida... Valencia: Joseph Estevan Dolz, 1759